# معركة جولو
معركة جولو
كانت معركة جولو 207ق.م أخر معركة خاضتها أسرة تشين وتسببت في نهايتها وتقسيم أراضيها الساقطة إلى ثمانية عشر مملكة.

## تمهيد
توفي تشين تشي هوانج أثناء رحلة كان يقوم بها من أجل البحث عن سر الخلود في الشمال وعقب وبعد وفاته تكتم رئيس الوزراء لي سي وزيف أمرا إمبراطوريا باسم الإمبراطور يطلب فيه من الأبن الكبير فوسو الانتحار بالإضافة لزعيم الخصيان الذين أرادوا عزل الابن ثاني إر عن منصب ولي العهد
نجح الأمر مع لي سي وتمكن من تنفيذ وصية الإمبراطور السابق لكنه قتل بعد أن تمكن الخصيان من إقناع الإمبراطور تشين إر هوانغ دي لكي يقتله وبعد مقتله أعلنت ولايات واي يان زهاو بدء تمرد ضد سلطة أسرة تشين لكن الإمبراطور استطاع قمع هذا التمرد بوحشية وكان الجنرال شيانغ يو قد قام بإعلان عودة مملكة تشو وصاحب هذا بدء تمرد في أغلب أراضي الإمبراطورية مما ساهم في إضعاف جيش سلالة تشين الذي رغم تفوقه العددي لم يستطع قمع الثورات المتتالية وتسبب هذا في تقلص سلطة تشين

## إعادة إحياء ولاية تشو
تشو 755قبل الميلاد هي ولاية شبه مستقلة كانت تابعة لسلالة زو الحاكمة كانت تحكم البلاد إلى جانب باقي الدول الست الكبرى التي صاحبت هروب بلاط سلالة زو الحاكمة من الغرب إلى شرق البلاد وتحديدا إلى لويانغ
وبعد هذا بفترة طويلة حوالي 800 ق.م دخلت فترة الربيع والخريف التي إستقل حكام الولايات فيها عن سلطة حكومة زو وبقت سلطة إسمية فقط وبعد دخول عصر الدول المتحاربة كانت ولاية تشو أقوى هذه الدول وبعد توحيد الدول المتحاربة من قبل تشين تشي هوانج وتاسيس أسرة تشين أجبر تشين تشي هوانغ ملك تشو على التنازل
وبعد وفاة تشين تشي هوانج ومقتل لي سي رئيس الوزراء أعلن أحد أحفادها شيانغ يو إعادة تجديد بلاطها في لويانغ ونصب ابن عمه ملكا عليها عرف بالملك هوي من تشو وإعترف جميع قادة التمرد به وخضعوا لأوامره الملكية

## حملات الجنرال تشانغ هان
بعد إعلان التمرد قام الإمبراطور تشين إر هوانغ بتفويض الجنرال تشانغ هان بالقيام بحملات لآسترجاع سلطة الأسرة على ثلاث ولايات أعلنت انضمامها لتمرد تشو وكان جيش تشين يبلغ 300.000 في العاصمة فقط وعندما وصل الجنرال تشانغ هان استطاع احتلال أغلبية أراضي زاو يان وي التي كانت مجتمعة تعرف بكنيجدومز كوين وعندما علم الملك هوي حاكم تشو بهذا عرف أن سقوط الولايات الثلاث سيؤدي لسيطرة جيش تشين على 90% من وسط البلاد أرسل ابن عمه شيانغ يو وسونغ يي بقيادة 60.000 جندي لدعمهم قوات التمرد هناك
وفي هذه الأثناء حاصر جنرال تشين تشانغ هان عاصمة زاو هاندان وكانت على وشك السقوط
بعد أن عرف قائد قوات تشو سونغ يي أن جيش تشين قوي جدا إمتنع عن محاربة قوات تشين التي كانت تدك عاصمة زاو بكل قواتها وعندما إقترح الجنرال شيانغ يو أن يهاجموا تشين رفض سونغ يي هذا وقال أن شيانغ يو متهور وأحمق وفي أثناء ذلك هطلت أمطار غزيرة فمرض الجنود فإستغل شيانغ يو هذا الأمر وأقنع الجنرالات بقتل سونغ يي وعندما قتله بحجة أنه يتأمر مع تشين أرسل رسالة للملك هواي فوافق على بدء الحرب

## هزيمة تشين
بعد أن قتل سونغ يي أمر شيانغ يو ببدء الهجوم وعندما وصلت قوات التمرد الأخرى خافت من جيش تشين الكبير لذلك ظل شيانغ يو يقاتل وحده بعدد 60.000 ألف جندي وعندما بدأ جيش تشين في الخسارة إنضمت إليه قوات التمرد بعدد 320.000جندي فهزم جيش سلالة تشين وتم قتل 100.000 جندي منهم بينما إستسلم ال 200000 الباقين لشيانغ يو وعندما دخل شيانغ معسكر التمرد إنحنى جميع الحكام خوفا منه

## مجزرة جنود تشين
بعد أن إستسلم عدد كبير من جنود أسرة تشين وعددهم 200.000 جندي أراد شيانغ يو التخلص منهم فورا لإنه خاف من تمرد وشيك منهم عندما سيتقدم لعاصمة أسرة تشين مدينة تشانغ أن لذلك أمر بدفنهم أحياء جنوب عاصمة زاو هاندان

## الأمر الملكي
أصدر الملك هواي بصفته حاكم على البلاد معترف به من قبل الجميع أمرا ينص على أن أي قائد سيتقدم لمنطقة غوانزونغ قلب أسرة تشين ومكان وجود عاصمتها تشانغان فإنه سيصبح ملك عليها وبالتالي الإستعداد لتوحيد البلاد وعندما علم شيانغ يو بإستغلال ليو بانغ فرصة انشغاله بحرب هاندان لكي يسيطر على العاصمة غضب وزحف بكامل قوته هناك فإنسحب ليوبانغ

## نهاية أسرة تشين
بعد انسحاب ليو بانغ من العاصمة دخل شيانغ يو وقام بإعدام الإمبراطور زيينغ وجميع أفراد عائلته منهيا بهذا عصر أسرة تشين الذي استمر قرابة الخمسين عام وبعد إعدامهم غادر العاصمة وعاد لتشو وأجبر ابن عمه الملك هواي على التنازل له ففعل وأعلن نفسه الإمبراطور يي من تشو وقام بتقسيم أراضي تشين الساقطة إلى ثمانية عشر مملكة

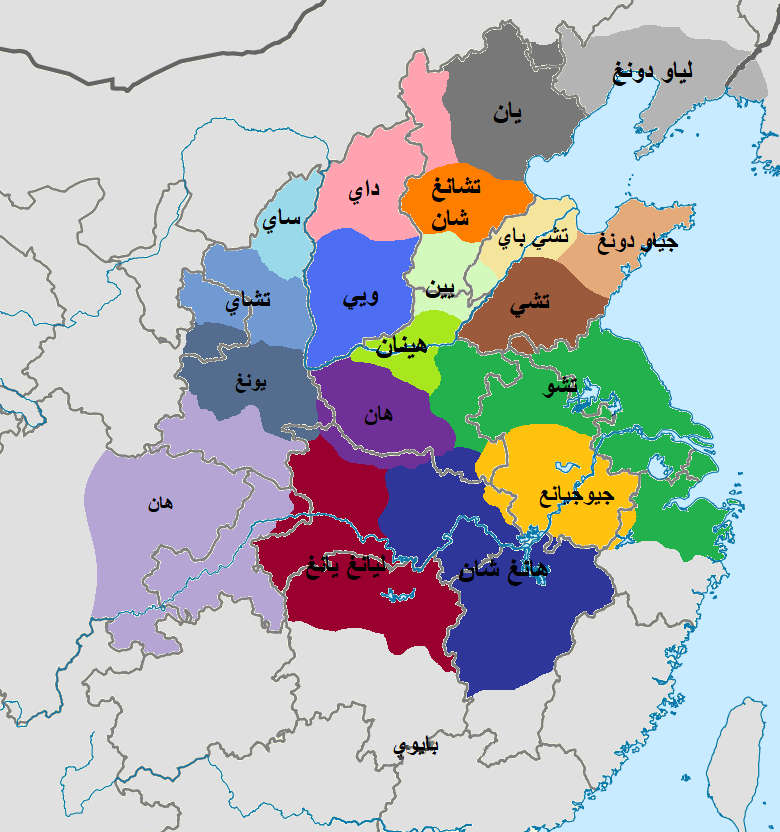
الممالك الثمانية عشر